# Lista dos vencedores dos Prémios Valmor e Municipal de Arquitectura
Lista ordenada cronologicamente das obras que receberam os Prémios Valmor e Municipal de Arquitectura e suas Menções Honrosas, dos arquitectos responsáveis pelos seus projectos e dos seus promotores.
|      | Prémio | Prémio | Prémio                                                                                                   | Prémio | Menção honrosa | Menção honrosa |
| Ano  | Obra | Arquitecto | Promotor                                                                                                 | Imagem | Obra | Arquitecto |
| 1902 | Palácio Lima Mayer | Nicola Bigaglia | Adolfo de Lima Mayer                                                                                     |        | — | — |
| 1903 | Edifício de Ventura Terra | Miguel Ventura Terra | Miguel Ventura Terra                                                                                     |        | — | — |
| 1904 | — | — | — |        | Casa Lambertini Edifício de habitação na Avenida da Liberdade n.º 262-264 | Nicola Bigaglia Jorge Pereira Leite |
| 1905 | Casa Malhoa | Manuel Joaquim Norte Júnior | José Malhoa                                                                                              |        | — | — |
| 1906 | Palacete Valmor | Miguel Ventura Terra | Viscondessa de Valmor                                                                                    |        | — | — |
| 1907 | Casa Empis (já demolida) | António Couto de Abreu | Ernesto Empis                                                                                            |        | — | — |
| 1908 | Almirante Reis, 2-2K | Arnaldo Redondo Adães Bermudes | Guilherme Augusto Coelho                                                                                 |        | Edifício na Avenida da República, n.º 36 | Manuel Joaquim Norte Júnior |
| 1909 | Palacete Mendonça | Miguel Ventura Terra | Henrique José Monteiro de Mendonça                                                                       |        | Palacete na Rua do Sacramento à Lapa, n.º 34 Edifício na Rua Tomás Ribeiro (demolido em 1954) Edifício da Avenida Duque de Loulé, n.º 72-74 (demolido em 1965) | Arnaldo Redondo Adães Bermudes António C. Abreu Adolfo A. Marques da Silva                                                                          |
| 1910 | Edifício na Avenida Fontes Pereira de Melo, n.º 30 (demolido)                                                                            | Ernesto Korrodi | António Macieira                                                                                         |        | — | — |
| 1911 | Alexandre Herculano, 25-25A | Miguel Ventura Terra | António Tomás Quartim, 1.º Barão de Quartim                                                              |        | — | — |
| 1912 | Villa Sousa | Manuel Joaquim Norte Júnior | José Carreira de Sousa                                                                                   |        | Moradia na Praça Duque de Saldanha, n.º 12 | Manuel Joaquim Norte Júnior |
| 1913 | Edifício na Avenida da República, nº 23                                                                                                  | Miguel Nogueira Júnior | José dos Santos                                                                                          |        | Casa Pratt, na Avenida António Augusto de Aguiar, n.º 3 | Miguel Ventura Terra |
| 1914 | Fontes Pereira de Melo, 28-28A | Manuel Joaquim Norte Júnior | José Marques                                                                                             |        | Habitação na Rua Pascoal de Melo, n.º 5-7 Habitação na Rua Cidade de Liverpool, n.º 16 Moradia no Campo Grande, n.º 382 | António da Silva Júnior(condutor de obras públicas) Rafael Duarte de Melo Álvaro Machado                                                            |
| 1915 | Edifício na Avenida da Liberdade, n.º 206-218                                                                                            | Manuel Joaquim Norte Júnior | Domingos da Silva                                                                                        |        | — | — |
| 1916 | Edifício na Rua Tomás Ribeiro, n.º 58-60                                                                                                 | Miguel Nogueira Júnior | Rita de Matos e Dias                                                                                     |        | — | — |
| 1917 | Viriato, 5 | Ernesto Korrodi | António Macieira Júnior                                                                                  |        | — | — |
| 1918 | não atribuído | — | |        | | — |
| 1919 | Moradia na Avenida Duque de Loulé, n.º 47 (demolido)                                                                                     | Álvaro Augusto Machado | Alfredo May de Oliveira                                                                                  |        | — | — |
| 1920 | não atribuído | — | — |        | — | — |
| 1921 | Palácio na Rua da Cova da Moura, n.º 1 (restauro de um palácio do séc. XVIII)                                                            | Tertuliano Marques | João Henrique Enes Ulrich                                                                                |        | — | — |
| 1922 | não atribuído | — | — |        | — | — |
| 1923 | Edifício na Avenida da República, n.º 49                                                                                                 | Porfírio Pardal Monteiro | Luís Rau                                                                                                 |        | — | — |
| 1924 | não atribuído | — | — |        | — | — |
| 1925 | não atribuído | — | — |        | — | — |
| 1926 | não atribuído | — | — |        | — | — |
| 1927 | Pensão Tivoli | Manuel Joaquim Norte Júnior | José de Sousa Brás                                                                                       |        | — | — |
| 1928 | Palacete Vale Flor | Porfírio Pardal Monteiro | Sociedade Agrícola Vale Flor                                                                             |        | — | — |
| 1929 | Moradia António Bravo | Porfírio Pardal Monteiro | Félix Lopes                                                                                              |        | — | — |
| 1930 | Moradia na Rua Castilho, n.º 64-66 (demolido)                                                                                            | Raul Lino da Silva | Sacadura Cabral                                                                                          |        | Edifício na Avenida da República, n.º 54 (demolido) | Porfírio Pardal Monteiro |
| 1931 | Edifício na Rua de Infantaria 16, n.º 92-94 (alterado)                                                                                   | Miguel Simões Jacobetty Rosa e António Maria Veloso dos Reis Camelo                                                                       | Manuel Roque Gameiro                                                                                     |        | — | — |
| 1932 | não atribuído | — | — |        | — | — |
| 1933 | não atribuído | — | — |        | — | — |
| 1934 | não atribuído | — | — |        | — | — |
| 1935 | não atribuído | — | — |        | — | — |
| 1936 | não atribuído | — | — |        | — | — |
| 1937 | não atribuído | — | — |        | — | — |
| 1938 | Igreja de Nossa Senhora do Rosário de Fátima                                                                                             | Porfírio Pardal Monteiro | Arquiconfraria do Santíssimo Sacramento de São Julião                                                    |        | — | — |
| 1939 | Moradia na Avenida Columbano Bordalo Pinheiro, n.º 52                                                                                    | Carlos Rebelo de Andrade e Guilherme Rebelo de Andrade                                                                                    | Bernardo Nunes da Maia                                                                                   |        | — | — |
| 1940 | Edifício do Diário de Notícias | Porfírio Pardal Monteiro | Empresa Nacional de Publicidade                                                                          |        | — | — |
| 1941 | não atribuído | — | — |        | — | — |
| 1942 | Edifício na Rua da Imprensa, n.º 25 | António Maria Veloso dos Reis Camelo | Acácio e Vieira, Lda                                                                                     |        | — | — |
| 1943 | Edifício na Avenida António Augusto de Aguiar, n.º 9                                                                                     | Miguel Simões Jacobetty Rosa | Adriano da Costa Carvalho                                                                                |        | — | — |
| 1944 | Moradia na Avenida Pedro Álvares Cabral, n.º 67                                                                                          | Luís Ribeiro C. Cristino da Silva | Luís Ribeiro C. Cristino da Silva                                                                        |        | — | — |
| 1945 | Edifício na Avenida Sidónio Pais, nº 14                                                                                                  | António Maria V. dos Reis Camelo | Ferreira & Filho, Lda.                                                                                   |        | — | — |
| 1946 | Edifício na Avenida Casal Ribeiro, n.º 12                                                                                                | Fernando Silva | Fortunato Cardoso Nunes e Saúl Saragga                                                                   |        | — | — |
| 1947 | Moradia na Rua S. Francisco Xavier, n.º 8                                                                                                | Jorge de Almeida Segurado | Jorge de Almeida Segurado                                                                                |        | — | — |
| 1948 | não atribuído | — | — |        | — | — |
| 1949 | Edifício na Rua Artilharia Um, n.º 105                                                                                                   | João Simões | Companhia de Seguros Sagres                                                                              |        | — | — |
| 1950 | Moradia na Rua Duarte Pacheco Pereira, n.º 37 (Restelo)                                                                                  | Alberto José Pessoa | Joaquim Cantante Mota                                                                                    |        | — | — |
| 1951 | não atribuído | — | — |        | — | — |
| 1952 | Edifício na Av. do Restelo, n.º 23-23A                                                                                                   | Fernando Silva e João Faria da Costa | Américo Serpa e Melo Queiroz                                                                             |        | — | — |
| 1953 | não atribuído | — | — |        | — | — |
| 1954 | não atribuído | — | — |        | — | — |
| 1955 | não atribuído | — | — |        | — | — |
| 1956 | não atribuído | — | — |        | — | — |
| 1957 | não atribuído | — | — |        | — | — |
| 1958 | Edifício dos Laboratórios Pasteur | Carlos Manuel Oliveira Ramos | Virgilio Leitão                                                                                          |        | — | — |
| 1959 | não atribuído | — | — |        | — | — |
| 1960 | não atribuído | — | — |        | — | — |
| 1961 | não atribuído | — | — |        | — | — |
| 1962 | Edifício na Rua Almirante António Saldanha, n.º 44 (Restelo)                                                                             | Francisco Keil do Amaral | Ernesto da Silva Brito                                                                                   |        | — | — |
| 1963 | não atribuído | — | — |        | | |
| 1964 | não atribuído | — | — |        | — | — |
| 1965 | não atribuído | — | — |        | — | — |
| 1966 | não atribuído | — | — |        | — | — |
| 1967 | Edifício na Rua General Silva Freire, n.º 55-55 A (Olivais Norte)                                                                        | Nuno Teotónio Pereira e António Pinto de Freitas                                                                                          | Sociedade Cooperativa “O Lar Familiar”                                                                   |        | — | — |
| 1968 | não atribuído | — | — |        | — | — |
| 1969 | não atribuído | — | — |        | — | — |
| 1970 | Edifício América | Leonardo Rey Colaço de Castro Freire | Sociedade Construtora Fernando Pires Coelho Lda                                                          |        | — | — |
| 1971 | Edifício na Rua Braamcamp n.º 9 (Edifício Franjinhas)                                                                                    | Nuno Teotónio Pereira e João Braula Reis                                                                                                  | Nuno Franco de Oliveira                                                                                  |        | — | — |
| 1972 | não atribuído | — | — |        | — | — |
| 1973 | não atribuído | — | — |        | — | — |
| 1974 | não atribuído | — | — |        | — | — |
| 1975 | Sede, jardins e museu da Fundação Calouste Gulbenkian                                                                                    | Ruy Jervis Athouguia, Alberto Pessoa, Pedro Cid, Gonçalo Ribeiro Teles e António Viana Barreto                                            | Fundação Calouste Gulbenkian                                                                             |        | — | — |
| 1975 | Igreja do Sagrado Coração de Jesus | Nuno Teotónio Pereira e Nuno Portas | Patriarcado de Lisboa                                                                                    |        | — | — |
| 1976 | não atribuído | — | — |        | — | — |
| 1977 | não atribuído | — | — |        | — | — |
| 1978 | Edifício na Rua Maria Veleda n.º 2-4 | Fernando Silva | Sociedade Geral de Empreitadas                                                                           |        | Edifício na Rua Dr. António Cândido, n.º 10 Moradia na Rua João Bastos, n.º 6-6 A | Fernando Eugénio Ressano Garcia Fernão Lopes Simões de Carvalho                                                                                     |
| 1979 | não atribuído | — | — |        | — | — |
| 1980 | Edifício no cruzamento da Rua Castilho n.º 223-233 com a Rua D. Francisco Manuel de Melo n.º 2-8                                         | Manuel Salgado, Sérgio Coelho e Penha e Costa                                                                                             | Sociedade Geral de Empreitadas                                                                           |        | — | — |
| 1981 | não atribuído | — | — |        | — | — |
| 1982 | Conjunto habitacional da Encosta das Olaias                                                                                              | Tomás Taveira | Fernando Martins                                                                                         |        | Escola Secundária José Gomes Ferreira | Raul Hestnes Ferreira, Jorge Gouveia e José Teixeira                                                                                                |
| 1983 | não atribuído | — | — |        | Remodelação do n.º 46 da Rua da Senhora do Monte (São Vicente) | Manuel Graça Dias, António Marques Miguel e António de Campos Barbosa Magalhães                                                                     |
| 1984 | Edifício do Banco Fonsecas & Burnay | Pedro Tojal | Banco Fonsecas & Burnay                                                                                  |        | Edifício Gemini | João Monteiro Andrade e Sousa |
| 1985 | (ex-aequo) *(1) Edifício do Banco Credit Franco Portugais *(2) Conjunto habitacional no Lumiar                                           | *(1) Eduardo Paiva Lopes e Manuel Silva Fernandes *(2) Sérgio Menezes de Melo                                                             | *(1) Banco Fonsecas & Burnay *(2) Empresa Pública de Urbanização de Lisboa (EPUL)                        |        | *(1) Instituto Nacional de Engenharia e Tecnologia Industrial (INETI) *(2) Edifício na Estrada do Poço do Chão (Lisboa) *(3) Moradia no Largo da Oliveira n.º 4-4B | *(1) José Mantero e João Mota Guedes *(2) Rodrigo Rau *(3) Armando de Matos Salgueiro                                                               |
| 1986 | não atribuído | — | — |        | Conjunto habitacional na Rua Francisco Gentil n.º 32-38 | Rodrigo Rau |
| 1987 | Instituto Jacob Rodrigues Pereira (Rua D. Francisco de Almeida n.º 1)                                                                    | Rui de Sousa Cardim | Casa Pia de Lisboa                                                                                       |        | Conjunto habitacional na Rua Diogo Silves n.º 18 Habitação no Largo do Rilvas n.º 1-1A prédio de habitação na Rua dos Navegantes n.º 38 a 38B | Nuno Teotónio Pereira, Nuno Portas e Pedro Botelho João Raposo de Almeida António Flores Ribeiro e Diogo Lino Pimentel                              |
| 1988 | Edifício do Lloyds Bank Liberdade, 222                                                                                                   | António Augusto Nunes de Almeida | Lloyds Bank Plc                                                                                          |        | Moradia na Rua Ginestal Machado n.º 13 Edifício na Rua Gonçalo Nunes n.º 31-45 Moradia na Rua João Dias n.º 15 | José Eduardo Pires Marques, Nuno Moreira de Carvalho e José Barbedo de Magalhães Nuno Teotónio Pereira e João Paciência Vítor Manuel Afonso Alberto |
| 1989 | Conjunto habitacional na Rua Professor Queiroz Veloso n.º 2-38                                                                           | Duarte Nuno Simões, Maria do Rosário Venade, Maria Teresa Madeira da Silva, Nuno da Silva Araújo Simões e Sérgio Almeida Rebelo           | Cooperativa Coociclo                                                                                     |        | Edifício na Rua Professor Mark Athias n.º 4-6 Restauro do edifício da Rua do Quelhas n.º 48 | João Lopes da Silva, Luís Serrano Rodrigues e Rui Ferreira José Vaz Pires, César Barbosa e Fernando Pinto Coelho                                    |
| 1990 | Edifício na Rua do Século, n.º 107-109, edifício na Rua da Academia das Ciências, n.º 2 e edifício na Travessa da Horta, n.º 2-6         | João Paiva Raposo de Almeida, Pedro Lancastre Ferreira Pinto e Pedro Emauz e Silva                                                        | SINVAC Sociedade de Investimentos Imobiliários e Industriais Lda                                         |        | Edifício na Avenida 5 de Outubro, n.º 250 | José Lobo de Carvalho e João Paiva Raposo de Almeida                                                                                                |
| 1991 | Faculdade de Psicologia e Ciências da Educação da Universidade de Lisboa                                                                 | Manuel Tainha | Universidade de Lisboa                                                                                   |        | Edifício na Avenida Maria Helena Vieira da Silva, n.º 14 | Luiz Amilcar de Almeida Moreira |
| 1992 | não atribuído | — | — |        | — | — |
| 1993 | Complexo das Amoreiras | Tomás Taveira | Urb. Torres das Amoreiras, Lda., Mundicenter-Soc. Imobiliária SA e LONLIS-Emp. Imobiliários Amoreiras SA |        | Escola Superior de Comunicação Social Edifício do Instituto para o Desenvolvimento de Gestão Empresarial do (ISCTE - Instituto Universitário de Lisboa) | João Luís Carrilho da Graça Raul Hestnes Ferreira                                                                                                   |
| 1994 | Edifício na Rua Professor Cavaleiro Ferreira, n.º 4, e na Rua José Escada, n.º 3                                                         | João Paciência | Habiparque-Cooperativa de Habitação CRL                                                                  |        | Banco Nacional Ultramarino | Tomas Cardoso Taveira |
| 1995 | não atribuído | — | — |        | — | — |
| 1996 | não atribuído | — | — |        | Companhia de Seguros Metrópole S. A. | Henrique Lami Tavares Chico |
| 1997 | Edifício Bagatela | João M. H. Duarte Ferreira e Miguel Sousa                                                                                                 | Pátio Bagatella Empreendimentos Imobiliários S. A.                                                       |        | Edifício Administrativo da Parque Expo | João de Almeida, Pedro Ferreira Pinto e Pedro Emauz Silva                                                                                           |
| 1998 | Pavilhão de Portugal | Álvaro Siza Vieira | Parque Expo S. A.                                                                                        |        | *Oceanário e Edifício de Apoio *Pavilhão Multiusos *Edifício Vitoria | *Peter Chermayeff *Regino Cruz e Nicholas Jacobs *Fernando C. da Silva Pinheiro                                                                     |
| 1998 | Pavilhão do Conhecimento dos Mares | João Luís Carrilho da Graça | Parque Expo S. A.                                                                                        |        | *Oceanário e Edifício de Apoio *Pavilhão Multiusos *Edifício Vitoria | *Peter Chermayeff *Regino Cruz e Nicholas Jacobs *Fernando C. da Silva Pinheiro                                                                     |
| 1999 | não atribuído | | — |        | Faculdade de Medicina Veterinária da Universidade Técnica de Lisboa | João Lúcio Lopes |
| 2000 | Edifício C8: Departamento de Física e Química da Faculdade de Ciências da Universidade de Lisboa                                         | Gonçalo Byrne | Faculdade de Ciências da Universidade de Lisboa                                                          |        | Edifício na Avenida Torre de Belém, n.º 17-19 | José Vaz Pires, Fernando Pinto Coelho e César Barbosa                                                                                               |
| 2001 | Atrium Saldanha | João Paciência e Ricardo Bofill | IMOSAL, SA.                                                                                              |        | — | — |
| 2002 | Edifício da Reitoria da Universidade Nova de Lisboa                                                                                      | Manuel Aires Mateus e Francisco Aires Mateus                                                                                              | Universidade Nova de Lisboa                                                                              |        | Edifício Picoas Plaza | Manuela Abrantes Geirinhas e Jorge Carvalho Ribeiro                                                                                                 |
| 2002 | Edifício II do ISCTE - Instituto Universitário de Lisboa                                                                                 | Raul Hestnes Ferreira | ISCTE |        | Edifício Picoas Plaza | Manuela Abrantes Geirinhas e Jorge Carvalho Ribeiro                                                                                                 |
| 2003 | não atribuído | — | — |        | — | — |
| 2004 | Terraços de Bragança, Rua do Alecrim/Rua António Maria Cardoso                                                                           | Álvaro Siza Vieira | Imópolis - Sociedade Gestora de Fundos de Investimento Imobiliário, SA                                   |        | — | — |
| 2004 | Complexo de hotel, serviços, congressos, Art/s Business & Hotel Centre, no Parque das Nações, Avenida Dom João II/Passeio do Cantábrico  | Frederico Valsassina | — |        | — | — |
| 2004 | Obra de requalificação dum espaço de enquadramento do traçado viário: Qualificação da entrada norte de Lisboa                            | Câmara Municipal de Lisboa/DMAU/DEP | — |        | — | — |
| 2005 | Edifício sede da Vodafone, no Parque das Nações, Avenida Dom João II/Passeio do Báltico                                                  | Alexandre Burmester José Carlos da Cruz Gonçalves                                                                                         | — |        | — | — |
| 2005 | Qualificação do Parque Urbano Quinta das Conchas (Lumiar)                                                                                | Câmara Municipal de Lisboa | — |        | — | — |
| 2006 | — | — | — |        | *(1) Edifício de habitação, comércio e serviços, localizado no Parque das Nações, Avenida Dom João II/ Passeio do Báltico / Rua do Mar do Norte, Lote 1.13.01 *(2) Edifício de serviços (obra de alteração e ampliação), localizado na Avenida da Liberdade, 136-136B *(3) Edifício de habitação e comércio, localizado na Rua Rodrigo da Fonseca, 21-21C | *(1) Maria Manuel Rio Maior da Silva Alvarez e Rui Serra (2) António Júlio Leite Portal Covas *(3) José Manuel Duarte Soalheiro                     |
| 2007 | ( ex-aequo) Estação de Metro do Terreiro do Paço                                                                                         | Artur Rosa | Metropolitano de Lisboa, E.P.                                                                            |        | *(1) Edifício de habitação localizado na Calçada da Tapada, 43 *(2) Edifício de habitação localizado na Rua das Janelas Verdes, 3-3B *(3) Edifício de habitação localizado na Rua do Quelhas, 14 | *(1) Lourenço Manuel Gomes Machado Vicente *(2) João Paulo Conceição *(3) João Luís do Rosário Carrilho da Graça                                    |
| 2007 | Hospital da Luz Lisboa | Manuel Salgado | Espirito Santo - U.S.A.T.I.                                                                              |        | *(1) Edifício de habitação localizado na Calçada da Tapada, 43 *(2) Edifício de habitação localizado na Rua das Janelas Verdes, 3-3B *(3) Edifício de habitação localizado na Rua do Quelhas, 14 | *(1) Lourenço Manuel Gomes Machado Vicente *(2) João Paulo Conceição *(3) João Luís do Rosário Carrilho da Graça                                    |
| 2008 | (ex aequo) Escola Superior de Música de Lisboa                                                                                           | João Luís do Rosário Carrilho da Graça | Instituto Politécnico de Lisboa                                                                          |        | *(1) Edifício de habitação na Rua da Amendoeira *(2) Requalificação e ampliação da Escola Secundária Dom Dinis *(3)Casa Ronald Mcdonald | Victor Mestre e Sofia Aleixo Bak Gordon Arquitetos Maria Manuel Alvarez e Rui Serra                                                                 |
| 2008 | Estação Metropolitana e Ferroviária do Cais do Sodré                                                                                     | Nuno Teotónio Pereira e Pedro Viana Botelho                                                                                               | Metropolitano de Lisboa                                                                                  |        | *(1) Edifício de habitação na Rua da Amendoeira *(2) Requalificação e ampliação da Escola Secundária Dom Dinis *(3)Casa Ronald Mcdonald | Victor Mestre e Sofia Aleixo Bak Gordon Arquitetos Maria Manuel Alvarez e Rui Serra                                                                 |
| 2009 | Edifício do Banco Mais | Gonçalo Byrne | Banco BPI                                                                                                |        | *(1) Edifício dos Estúdios da RTP *(2) Centro Português do Design *(3)Edifício de habitação na Travessa da Oliveira à Estrela *(3) Edifício de habitação e serviços na Rua do Mar da China | Frederico Valsassina José Justino de Jesus Morais Manuel Aires Mateus                                                                               |
| 2010 | Alteração de Edifício de Habitação na Calçada do Combro                                                                                  | João Carrilho da Graça | - |        | *(1) Escola Básica e Secundária de Passos Manuel *(2) Ampliação de Edifício de Habitação na Calçada do Galvão | Victor Mestre e Sofia Aleixo Manuel Aires Mateus |
| 2011 | (ex aequo) Escola Secundária/3º ciclo Vergílio Ferreira Escola Secundária/3º ciclo Rainha D. Leonor Escola Básica de Francisco de Arruda | Atelier Central (José Martinez e Miguel Beleza) Atelier dos Remédios (Francisco Teixeira Bastos e Madalena Cardoso de Menezes) José Neves | - |        | *(1)Alteração de Edifício de habitação na Rua de São Bento *(2) Fundação Champalimaud *(3) Construção de Edifício de Equipamento Coletivo (Expansão do Oceanário de Lisboa) *(4) Escola Secundária António Damásio | Sara Oliveira Ribeiro Charles Correia, João Pedro Fernandes Abreu e Paulo Daniel Amorim Teixeira Pedro Campos Costa Manuel Mendes Taínha            |
| 2012 | Não atribuído | - | - |        | *(1) Edifício de habitação na Rua Conde das Antas *(2) Ampliação de Edifício de Habitação na Rua Rosa Araújo | Samuel Carvalho Frederico Valsassina e Manuel Aires Mateus                                                                                          |
| 2013 | Ampliação e nova cobertura da ETAR de Alcântara                                                                                          | Frederico Valsassina, Manuel Aires Mateus e João Ferreira Nunes (Proap)                                                                   | SimTejo                                                                                                  |        | *(1) Edifício de serviços na Rua Laura Ayres *(2) Edifício de habitação na Rua Teófilo Braga Casa da Severa | — |
| 2014 | Museu do Dinheiro | Gonçalo Byrne e João Pedro Falcão de Campos                                                                                               | Banco de Portugal                                                                                        |        | *(1) Edifício de habitação na Travessa do Patrocínio *(2) Recuperação e valorização do Teatro Romano | — |
| 2015 | Terraços do Carmo | Álvaro Siza Vieira e Carlos Castanheira                                                                                                   | Câmara Municipal de Lisboa                                                                               |        | *(1) Edifício de habitação no Restelo *(2) Museu Nacional dos Coches | — |
| 2016 | Alteração do Cineatro Capitólio | Alberto de Souza Oliveira | Câmara Municipal de Lisboa                                                                               |        | *(1) MAAT - Museu de Arte, Arquitetura e Tecnologia *(2) Centro Comercial Caleidoscópio | — |
| 2017 | Terminal de Cruzeiros de Lisboa | João Luís Carrilho da Graça | LCP - Lisbon Cruise Port APL - Administração do Porto de Lisboa                                          |        | *(1) Alteração do Palácio Verride ou de Santa Catarina *(2) Lisbon Stone Block, Avenida Defensores de Chaves, 67 *(3) Casa em Alfama, Largo do Outeirinho da Amendoeira 2-5 *(4) Recuperação e valorização do Largo de Santos e vias adjacentes | *(1) Teresa Nunes da Ponte *(2) Alberto de Souza Oliveira *(3) Pedro Matos Gameiro *(4) João Almeida, Luís Torgal, Victor Beiramar Diniz            |
| 2017 | Edifício Sede da EDP | Aires Mateus e Associados Manuel Aires Mateus Francisco Aires Mateus                                                                      | EDP – Energias de Portugal                                                                               |        | *(1) Alteração do Palácio Verride ou de Santa Catarina *(2) Lisbon Stone Block, Avenida Defensores de Chaves, 67 *(3) Casa em Alfama, Largo do Outeirinho da Amendoeira 2-5 *(4) Recuperação e valorização do Largo de Santos e vias adjacentes | *(1) Teresa Nunes da Ponte *(2) Alberto de Souza Oliveira *(3) Pedro Matos Gameiro *(4) João Almeida, Luís Torgal, Victor Beiramar Diniz            |
| 2018 | Reconstrução do antigo Teatro Luís de Camões LU.CA                                                                                       | Contemporânea Manuel Graça Dias e Egas José Vieira Arquitetos                                                                             | Lisboa Ocidental SRU                                                                                     |        | *(1) Alteração do edifício de habitação e comércio - Rua Nova de São Mamede, 64 *(2) Requalificação do Largo da Igreja da Memória | *(1) João Pedro Barros Falcão de Campos *(2) Gonçalo Byrne                                                                                          |
| 2019 | Reabilitação de antigo Palacete dos Condes de Burnay para instalação da Biblioteca de Alcântara                                          | Margarida Grácio Nunes | Lisboa Ocidental SRU                                                                                     |        | *(1) Construção de edifício de habitação - Costa do Castelo, 58 *(2) Construção de edifício para instalação da Redbridge International School - Rua Francisco Metrass, 97 | *(1) Ricardo Bak Gordon *(2) ARX Nuno Mateus |
| 2020 | Reabilitação de edifício de habitação e comércio - Rua dos Douradores, 186                                                               | José Adrião | Pedro Garcia Ramos e Maria Eugénia Ocantos                                                               |        | *(1) Reabilitação da Casa Fernando Pessoa - Rua Coelho da Rocha, 16 *(2) Santos Design Construção de edifício de habitação - Calçada Marquês de Abrantes, 65 | *(1) José Adrião *(2) ARX Nuno Mateus |
| 2021 | Reabilitação da Estação Sul e Sueste | Ana Costa | Associação de Turismo de Lisboa                                                                          |        | *(1) Edifício de Habitação - Rua das Praças, 92 *(2) Escola Básica do Parque das Nações | *(1) Ricardo Bak Gordon *(2) Teresa Serôdio Lopes, Paulo Serôdio Lopes                                                                              |
| 2022 | Edifício de habitação - Rua Francisco Metrass, 60                                                                                        | João Pedro Falcão de Campos | Maria do Carmo Vilar Leite de Castro de Quintana                                                         |        | *(1) Conjunto habitacional Quinta do Paço Lumiar - Arruamento à Rua Isaac Rabin, 1-19 e 2-16 B *(2) Ampliação de edifício de habitação - Travessa de Santa Quitéria, 14-14 B | *(1) Eduardo Souto de Moura *(2) João Appleton |
| 2023 | Centro de Valorização e Transferência de Tecnologias (ISCTE)                                                                             | Bernardo Pizarro Miranda, Pedro Luz Pinto, Susana Rego                                                                                    | ISCTE - Instituto Universitário de Lisboa                                                                |        | Parque Urbano Gonçalo Ribeiro Telles | NPK, Arquitetos Paisagistas Associados, Lda. e Atelier RUA - Arquitetos, Lda                                                                        |
| 2024 | Requalificação e ampliação da Escola Secundária de Camões                                                                                | João Pedro Falcão de Campos | Construção Pública E.P.E.                                                                                |        | Alteração do Centro de Arte Moderna - Fundação Calouste Gulbenkian | Kengo Kuma & Associates |
| 2024 | Funicular da Graça | João Favila Menezes | EMEL - Empresa Municipal de Mobilidade e Estacionamento de Lisboa, E.M., S.A.                            |        | Alteração do Centro de Arte Moderna - Fundação Calouste Gulbenkian | Kengo Kuma & Associates |